# Экопа
«Экопа́», или «Сидзуока Экопа» (яп. 静岡スタジアム・エコパ) — стадион в городе Фукурои, префектура Сидзуока (Япония), был открыт в 2001 году. Построен к чемпионату мира по футболу 2002 года. Является второй домашней ареной футбольных клубов «Джубило Ивата» и «Симидзу Эс-Палс». Рассчитан на 50 889 зрителей. В рамках чемпионата мира 2002 года на стадионе было проведено три матча группового турнира.
Один из стадионов чемпионата мира по регби 2019.